# Фурсов, Дмитрий Тимофеевич
Дми́трий Тимофе́евич Фу́рсов (1907 год, станица Бело-Реченск (ныне город Белореченск), Белореченский район, Краснодарский край — не позднее 1964 года) — советский военнослужащий периода Великой Отечественной войны, гвардии капитан, осужденный на восемь лет заключения в 1946 году по обвинению в соотрудничестве с немецкими оккупантами.

## Биография
Родился в 1907 году в станице Белореченской в семье крестьян-середняков; остался без отца в 1918 году. С 1922 года, по окончании пяти классов, батрачил, с 1927 года — чернорабочий Белореченского поташного завода, позже грузчик на маслозаводе и на железнодорожной станции. Одновременно с этим окончил один курс вечернего рабфака.
С ноября 1929 года на службе в РККА. Окончив школу младших командиров, направлен младшим командиром в 9-й отдельный сапёрный батальон 9-го стрелкового корпуса 41-й стрелковой дивизии. С декабря 1931 года — курсант Киевской военно-инженерной школы, окончил учёбу с отличием в 1934 году и вернулся в 41-ю стрелковую дивизию командиром взвода 41-й отдельной сапёрной роты. В феврале 1935 года в звании лейтенанта назначен начальником инженерной службы 123-го стрелкового полка той же дивизии. В 1936 году командовал сапёрной ротой, в 1937 году — помощник начальника штаба сапёрного батальона и начальник штаба 17-го отдельного инженерного аэродромного батальона. В 1938 году получил звание старшего лейтенанта. С весны 1941 года до начала Великой Отечественной войны командир 249-го отдельного сапёрного батальона, несшего службу в Куликовском районе Львовской области.
В начале войны в звании гвардии капитана командовал стрелковым взводом 134-й стрелковой дивизии. В конце сентября 1941 года под Березанью (Киевская область) ранен и попал в плен. С декабря 1941 по июнь 1943 года содержался в концлагере XI-A для офицеров РККА на территории Волынской области. В феврале 1943 года добровольно поступил в организованную нацистами «офицерскую казачью школу», где вместе с другими курсантами подготовил побег. 17 июня 1943 года Фурсов и ещё 68 курсантов, захватив немецкого офицера, возглавлявшего школу, ушли к партизанам.
Во время пребывания в партизанском отряде командовал отделением, затем диверсионной группой. После очередного ранения отправлен в госпиталь на советской стороне фронта. По выздоровлении вернулся в регулярную армию. Участвовал в боях, трижды ранен. Награждён в 1944 году орденом Красной Звезды (за прорыв обороны противника северо-западнее Шяуляя), а в 1945 году орденом Отечественной войны II степени (за организацию инженерной разведки и разминирования путей наступления под Гросс-Хайдекругом и Пайзе); позже в докладе Г. К. Жукова упоминалось о награждении также орденом Александра Невского, но документы, подтверждающие такое награждение, неизвестны. Окончил войну в 84-м гвардейском стрелковом полку в звании гвардии капитана, награждён медалью «За победу над Германией».
В августе 1946 года военный трибунал 11-го гвардейского стрелкового полка рассмотрел дело о добровольном сотрудничестве капитана Фурсова с оккупантами (основнием обвинения стало поступление в «офицерскую казачью школу» при концлагере). Фурсов был приговорён к 8 годам ИТЛ и 3 годам поражения в гражданских правах с конфискацией имущества и лишением воинского звания. Отбывал заключение в Ангарске в лагере НКВД до марта 1953 года.
Реабилитирован после смерти И. В. Сталина. После освобождения из лагеря проживал в Никополе (Днепропетровская область). В 1957 году был восстановлен в КПСС. Умер не позднее июля 1964 года: в этом месяце партийные документы Фурсова погашены Днепропетровским обкомом КПУ в связи со смертью. Семейное положение на момент смерти неизвестно, однако к началу войны был женат — жена Анна в годы войны проживала в городе Мары Туркменской ССР.

## В архивном докладе маршала Жукова
Маршал Советского Союза Г. К. Жуков планировал выступить с речью на запланированном на 1956 год пленарном заседании ЦК КПСС по вопросам преодоления последствий культа личности Сталина. Темой выступления должно было стать «засилие» культа личности в военно-идеологической работе в вооружённых силах СССР. Копии черновика выступления Жуков направил Первому секретарю ЦК КПСС Хрущёву, председателю Совета министров СССР Булганину и члену ЦК Шепилову. Пленум, однако, не состоялся из-за противодействия противников курса на развенчание культа личности, в число которых входили и Булганин с Шепиловым. Текст выступления Жукова без какой бы то ни было редактуры был отправлен в архив и стал достоянием гласности только через 35 лет.
Полный текст черновика опубликован в книге В. М. Соймы «Запрещённый Сталин». Одной из тем выступления Жуков избрал репрессии по отношению к советским военнослужащим, побывавшим во время Великой Отечественной войны в плену. Из числа таких военнослужащих репрессиям подверглись от 10 до 15 процентов (более 200 тысяч). Жуков выбрал историю Фурсова как характерный пример неоправданного уголовного преследования: не были приняты во внимание ни обстоятельства, при которых офицер попал в плен, ни факт побега из плена (при котором Фурсов и его товарищи ещё и взяли в плен немецкого офицера) и дальнейшие боевые заслуги и награды.

## Награды
- Орден Красной Звезды (октябрь 1944)
- Орден Отечественной войны II степени (апрель 1945)
- Медаль «За победу над Германией в Великой Отечественной войне 1941—1945 гг.»